# Maja Blagdan
Maja Blagdan (Split, 16. svibnja 1968.) je hrvatska pjevačica zabavne glazbe, dobitnica Porina.

## Glazbena karijera
Pjevanjem se počinje baviti od svoje četrnaeste godine, da bi od 1986. do 1990. nastupala u splitskoj grupi Stijene. Godine 1992. odlazi u Zagreb i potpisuje ekskluzivni ugovor sa Zrinkom Tutićem, jednim od vodećih hrvatskih skladatelja. Maja Blagdan 1992. na Zagrebfestu s Tutićevom skladbom Santa Maria odnosi prvu nagradu stručnog žirija. 
Godine 1993. izdaje prvi album Vino i gitare i nagrađena je Porinom kao najbolji novi izvođač.
Slijedi album Bijele ruže (1994.). Godine 1996. osvaja Doru s pjesmom Sveta ljubav, te na Pjesmi Eurovizije u Oslu osvaja 4. mjesto. Iste godine izdaje i album Sveta ljubav.
Godine 1997. osvaja Porina za najbolju žensku vokalnu izvedbu, i izdaje još jedan album: Ljubavi moja jedina. Nakon toga izdaje još tri albuma.
Nakon razdoblja relativno smanjene popularnosti, godine 2007. joj je popularnost opet porasla zahvaljujući sudjelovanju u HRT-ovoj zabavnoj emisiji Zvijezde pjevaju.
Zanimljivo je da je Maja Blagdan zabilježena kao pjevačica koja je otpjevala najvišu notu u povijesti Eurosonga, B5, u pjesmi "Sveta ljubav".[nedostaje izvor]
Okušala se i na kazališnim daskama u ulozi Marije Magdalene u mjuziklu Uskrsli.

## Diskografija

### Albumi
- Vino i gitare (1993.)
- Bijele ruže (1994.)
- Sveta ljubav (1996.)
- Ljubavi moja jedina (1997.)
- Ti (1999.)
- Ljubavi, ljubavi (2001.)
- Moje ime je ljubav (2003.)
- Zlatna Kolekcija (Stijene)  (2009.)